# Xanthosoma sagittifolium
Xanthosoma sagittifolium (L.) Schott, comunemente nota come malanga è una pianta appartenente alla famiglia delle Araceae. Produce un cormo commestibile e ricco di amido. X. sagittifolium è originaria dell'America tropicale dove è stata coltivata per la prima volta. Intorno al XIX secolo la pianta si diffuse nel sud-est asiatico e in Africa e da allora viene coltivata anche in quei luoghi. X. sagittifolium viene spesso confusa con la pianta affine Colocasia esculenta (taro), che è di aspetto molto simile ed è anche utilizzata in modo simile.
La malanga è tra le colture di tuberi più importanti al mondo e nutre 400 milioni di persone in tutto il mondo. Ne esistono molteplici varietà, e le due più comuni sono la varietà a polpa rossa e quella a polpa bianca. La malanga è stata incrociata artificialmente per migliorare la resistenza ai parassiti e alle malattie, per abbreviare il tempo necessario per raggiungere la maturità e per migliorarne la qualità della cottura.

## Descrizione
La malanga è una pianta erbacea perenne e raggiunge altezze da 2 a 2,5 metri. La stagione di crescita dura dai nove agli undici mesi, passati i quali le foglie seccano e si può procedere alla raccolta. Il rizoma liscio e tuberoso è a forma di bottiglia e lungo fino a 25 cm. Il lungo picciolo è costoluto e incernierato alla base. Le foglie sono divise in piccioli e lamine fogliari. La lama fogliare è a forma di freccia con una base cuoriforme.
La malanga è una specie monoica a sessi separati. L'infiorescenza, tipica delle Araceae, poggia su un lungo stelo privo di foglie ed è costituita da una spata e da uno spadice. Nello spadice sono presenti fiori femminili nella zona inferiore, fiori sterili nella zona centrale e fiori maschili nella zona superiore. Si formano solo pochi semi.
Le infiorescenze si formano raramente in coltura; la propagazione avviene prevalentemente in modo vegetativo.

## Distribuzione e habitat
La malanga è originaria dell'America tropicale e dei Caraibi ed è ora coltivato in tutti i tropici. Si trova originariamente in Costa Rica, Panama, Colombia, Ecuador, Venezuela, Perù e Brasile. Gli spagnoli e i portoghesi portarono presto la malanga in Europa dove introdotta a metà del XIX secolo. Oggi la malanga riveste importanza economica nei Caraibi, nell'America centrale e meridionale, nell'Africa occidentale e nelle zone tropicali dell'Asia.

## Usi

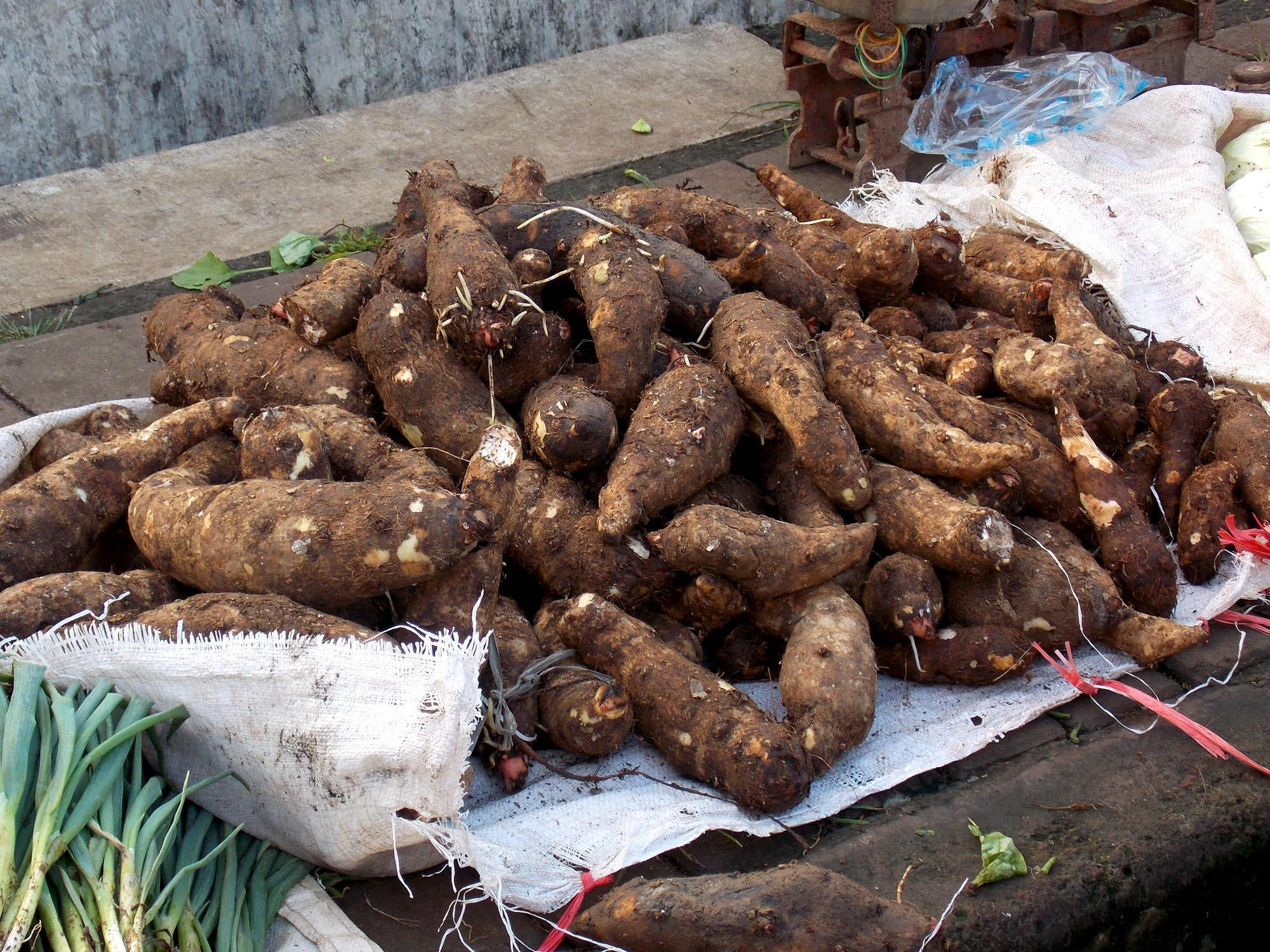
Cormi di malanga

### Cucina
La malanga è una coltura versatile e sia il cormo che le foglie sono adatte al consumo umano. I cormi possono essere suddivisi in cormi secondari più piccoli e cormi principali. I cormi secondari vengono utilizzati principalmente in varie applicazioni culinarie, in modo simile alle patate. Possono essere bolliti, fritti, arrostiti, al vapore, cotti al forno o macinati in farina. Le foglie della pianta si utilizzano in cucina come foglie verdi, in modo simile agli spinaci. Al contrario, i cormi primari sono tipicamente destinati all’alimentazione animale piuttosto che al consumo umano a causa della maggiore quantità di ossalati.

### Farina
La farina di malanga può essere preparata affettando i cormi, essiccandoli e successivamente macinandoli finemente. La resa in amido è di circa il 15%. Un problema della malanga è la scarsa conservabilità a causa dell'elevato contenuto di umidità dei cormi. La trasformazione in farina può aumentare la conservabilità del raccolto e aumentare il valore aggiunto. Gli agricoltori potrebbero quindi vendere il loro raccolto a un prezzo più alto, il che potrebbe aiutare la comunità locale. La varietà a pasta bianca fornisce una farina che ha qualità ottime per produrre pane, poiché la pasta che ne risulta non è così coesa e può quindi essere utilizzata per la preparazione di diversi cibi.

### Usi aggiuntivi

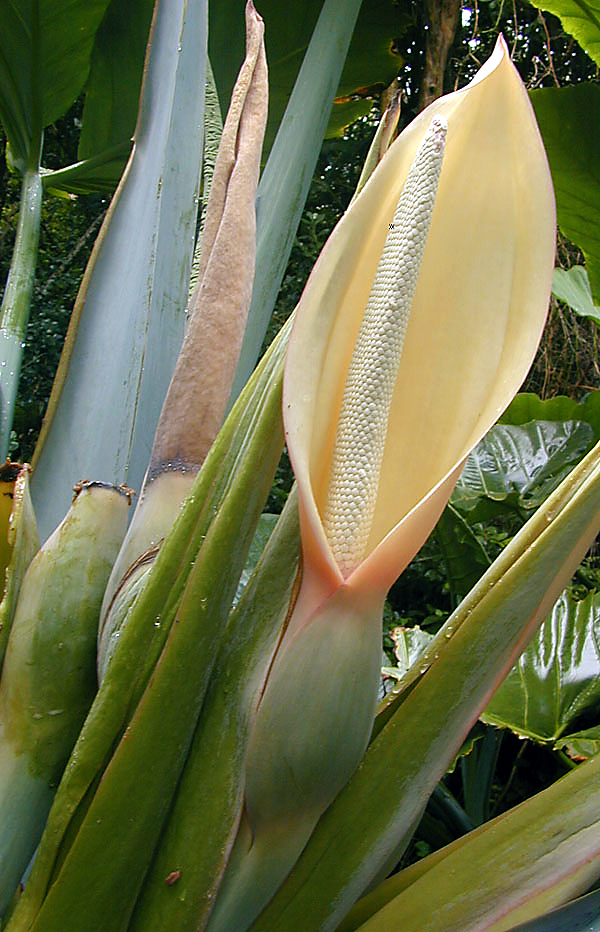
Fiore di malanga

La malanga viene utilizzata da alcune popolazioni come medicinale contro i morsi di tarantola, scorpione e serpente. Studi sui ratti hanno dimostrato che le foglie di malanga potrebbero proteggere dalle malattie cardiovascolari e dal cancro all’intestino. Altri benefici includono un ridotto aumento di peso, una riduzione di grasso nel fegato, un aumento della massa fecale e una maggiore concentrazione di acidi grassi a catena corta e sali biliari. Ha anche mostrato un effetto probiotico. Un altro studio ha dimostrato che la malanga può fermare il ciclo cellulare e forzare l'apoptosi in una cellula tumorale. La malanga è stata tradizionalmente utilizzata anche per trattare l'osteoporosi a causa dell'alto contenuto di calcio libero. Gli studi hanno dimostrato che l’uso della malanga è effettivamente un’opzione fattibile per il trattamento delle comunità più povere senza accesso a farmaci adeguati.
La malanga può anche essere utilizzata per produrre conservanti alimentari (acido lattico), barrette energetiche, snacks, additivi nelle bevande, addensanti per salse e puree.
Infine, esiste la possibilità di utilizzare la malanga per produrre etanolo per biocarburanti grazie all'alto contenuto di amido e all'elevata resa.

## Coltivazione

### Requisiti climatici
Sebbene il suo esatto areale nativo sia incerto, la pianta è ora ampiamente coltivata nella zona tropicale delle Americhe. Questa coltivazione non è solo a scopo ornamentale ma anche, sia a livello privato che commerciale, per le sue parti commestibili. X. sagittifolium è una pianta adattabile che cresce in modo ottimale in condizioni calde e umide e con temperature superiori a 25 °C. A temperature più basse e in climi aridi lo sviluppo della pianta è ostacolato. Per un corretto sviluppo la pianta necessita di precipitazioni distribuite uniformemente durante tutto l'anno.
È interessante notare che la malanga è una delle piante più tolleranti all’ombreggiamento, il che consente una coltivazione di successo nei sistemi agroforestali tradizionali e ne facilita la consociazione con colture perenni come banane, cacao o palme da olio.
Le condizioni ottimali del terreno affinché la pianta possa prosperare sono terreni ben drenati e argillosi con un pH compreso tra 5,5 e 6,5. Tuttavia, la malanga può crescere in vari tipi di terreno, ad eccezione dell'argilla dura o della sabbia pura, ma generalmente preferisce terreni ricchi di sostanza organica. In generale, l'adattabilità della pianta le consente di prosperare in un'ampia gamma di suoli e habitat.

### Coltivazione
Il momento migliore per la semina dipende dalle condizioni climatiche locali della regione di coltivazione. Si consiglia comunque di effettuare la messa a dimora durante la stagione delle piogge e quando il terreno è sufficientemente umido.
Piccole parti dei cormi vengono utilizzate per la semina. Queste vengono generalmente piantati a una profondità di 7–10 cm, idealmente con il germoglio rivolto verso il basso. La semina viene effettuata in file distanti da mezzo metro a un metro l'una dall'altra per consentire ai cormi di svilupparsi bene e per facilitare la raccolta.

### Raccolta
La malanga ha un ciclo di crescita da 9 a 11 mesi. Durante questo periodo produce un grande stelo, circondato da cormi commestibili più piccoli delle dimensioni di una patata. La raccolta di questi aroidi commestibili avviene in genere quando le foglie iniziano a ingiallire. Durante il ciclo di crescita, una pianta produce tipicamente circa 40-50 foglie, che vengono solitamente raccolte entro un periodo di 40-50 giorni.
I cormi maturi possono essere raccolti ininterrottamente per un lungo periodo di tempo, spesso superiore a 500 giorni, mentre la pianta madre primaria rimane nel terreno per produrre un nuovo raccolto.
La raccolta viene comunemente effettuata manualmente o con attrezzature semi-meccanizzate. Dopo la raccolta, i cormi vengono trattati per rallentare il tasso di deterioramento fisiologico e patologico del tubero, che comporterebbe una perdita di qualità. Ulteriori perdite possono verificarsi a causa della breve durata di conservazione dei tuberi.

## Valore nutrizionale
La malanga è un'importante fonte di amido in molti paesi africani come l'Etiopia. I suoi cormi contengono circa l'85% di carboidrati nel prodotto secco. Inoltre, il contenuto proteico ammonta al 10% - un vantaggio per gli agricoltori poveri di risorse. La pianta è anche ricca di vitamina A e vitamina C ed è una buona fonte di potassio, calcio e altri minerali.
Da considerare però la presenza dell'ossalato di calcio, un composto noto per irritare le mucose, che dà origine a depositi cristallini. Il consumo dei cormi crudi può provocare una sensazione di prurito in bocca e in gola. Per mitigare questo effetto, i cormi devono essere bolliti prima del consumo, poiché questo processo consente alle sostanze di dissolversi nell'acqua di cottura, rendendo i cormi sicuri per l'alimentazione.